# Macronaemia episcopalis
Macronaemia episcopalis – gatunek chrząszcza z rodziny biedronkowatych.

## Taksonomia
Gatunek ten opisany został po raz pierwszy w 1837 roku przez Williama Kirby’ego pod nazwą Coccinella episcopalis. W 1850 roku Étienne Mulsant przeniósł go do rodzaju Naemia. W 1873 roku umieszczony został w rodzaju Anisosticta przez George’a Roberta Crotcha. W 1899 roku Thomas Lincoln Casey Jr. wyznaczył go gatunkiem typowym nowego rodzaju Macronaemia.

## Morfologia
Chrząszcz o ciele długości od 3,25 do 4 mm i szerokości od 1,6 do 2 mm. Kształt ciała jest spłaszczony grzbieto brzusznie i silnie wydłużony. Głowa jest ubarwiona czarno z żółtym czołem i nadustkiem. Krawędź przednia nadustka jest niemal ścięta, a jego kąty przednio-boczne wystają ku przodowi. Przedplecze jest żółte z trzema parami plamek bocznych, często pozlewanych w boczne przepaski podłużne. Krawędź tylna przedplecza jest nieobrzeżona. Pokrywy są żółte z trzema czarnymi przepaskami podłużnymi. Przyszwowa z nich jest wąska, natomiast para przepasek biegnąca środkami pokryw jest szeroka. Krawędzie boczne pokryw są wąsko i gwałtownie rozpłaszczone. Epipleury opadają ku dołowi i do wewnątrz, wskutek czego widoczne są w całości, gdy patrzy się na owada z boku. Barwa spodu ciała jest czarna z żółtymi: epimerytami śródtułowia, epimerytami zatułowia, bocznymi i tylnymi krawędziami sternitów odwłoka, a u samca także z żółtymi: przedpiersiem, przednimi biodrami i środkową częścią śródpiersia. Wyrostek międzybiodrowy przedpiersia jest wąski, silnie wypukły, zaopatrzony w delikatne listewki boczne, zaś pozbawiony żeberek. Przednia krawędź śródpiersia wchodzi wąską wypustką między przednie biodra. Odnóża mają stopy o rozszerzonych u nasady i pozbawionych ząbkowania pazurkach. Dwie ostatnie pary odnóży zaopatrzone są w po dwie ostrogi na wierzchołkach goleni. Pierwszy z widocznych sternitów odwłoka nosi wąskie i niepełne linie zabiodrzy, podobne do tych u rodzaju Anosticta. Narządy rozrodcze samca są symetrycznie zbudowane. U samicy genitalia charakteryzują się brakiem infundibulum oraz wydłużoną płytką koksalną o silnej budowy styliku wierzchołkowym.

## Ekologia i występowanie
Zarówno larwy, jak i imagines są drapieżnikami żerującymi na mszycach (afidofagia).
Owad nearktyczny. W Kanadzie znany jest z Jukonu, Terytoriów Północno-Zachodnich, Kolumbii Brytyjskiej, Alberty, Saskatchewan, Manitoby, Ontario i Quebecu. W Stanach Zjednoczonych występuje w zachodnich częściach Waszyngtonu i Oregonu, północno-zachodniej Kalifornii, Montanie, Idaho, Utah, Arizonie, Wyoming, Kolorado, Dakocie Północnej, Dakocie Południowej, Nebrasce, Kansas, Minnesocie, Iowie, Wisconsin, północnym Illinois, Michigan, Ohio, Pensylwanii i stanie Nowy Jork.